# Hayfork
Hayfork is een plaats (census-designated place) in de Amerikaanse staat Californië, en valt bestuurlijk gezien onder Trinity County.

## Demografie
Bij de volkstelling in 2000 werd het aantal inwoners vastgesteld op 2315.

## Geografie
Volgens het United States Census Bureau beslaat de plaats een oppervlakte van
403,1 km², waarvan 402,9 km² land en 0,2 km² water. Hayfork ligt op ongeveer 704 m boven zeeniveau.

## Plaatsen in de nabije omgeving
De onderstaande figuur toont nabijgelegen plaatsen in een straal van 72 km rond Hayfork.